# Morehouse (Nowy Jork)
Morehouse – miasto w Stanach Zjednoczonych, w stanie Nowy Jork, w hrabstwie Hamilton.